# オルトリ委員会
オルトリ委員会（オルトリいいんかい、1973年1月6日 - 1977年1月5日）は、フランソワ＝グザヴィエ・オルトリを委員長とする欧州委員会。

## 業績
オルトリ委員会はマンスホルト委員会の後を受け任命され、任期後はジェンキンス委員会が引き継いだ。オルトリ委員会は欧州共同体 (EC) の第1時拡大直後に発足し、第四次中東戦争、第2次石油危機、トルコのキプロス侵攻といった不安定な情勢の中で拡大した共同体を運営した。

## 委員
| 担当分野                                | 委員                               | 出身国         | 所属政党        |
| --------------------------------------- | ---------------------------------- | -------------- | --------------- |
| 委員長                                  | フランソワ＝グザヴィエ・オルトリ   | フランス       | Gaullist        |
| 開発協力担当                            | ジャン＝フランソワ・ドニオー       | フランス       | UDF             |
| 開発担当                                | クロード・シェイソン               | フランス       | Socialist Party |
| 副委員長 社会問題担当                   | パトリック・ヒラリー               | アイルランド   | Fianna Fáil     |
| 副委員長 経済・通貨問題、融資・投資担当 | ヴィルヘルム・ハファーカンプ       | 西ドイツ       | SPD             |
| 研究・科学、教育担当                    | ラルフ・ダーレンドルフ             | 西ドイツ       | FDP             |
| 競争担当                                | アルベルト・ボルシェッテ           | ルクセンブルク |                 |
| 副委員長 税制、エネルギー担当           | アンリ・フランソワ・シモネ         | ベルギー       | PS              |
| 農業担当                                | ピエール・ラルディノワ             | オランダ       | KVP             |
| 域内市場、関税同盟担当                  | フィン・オラフ・グンデラック       | デンマーク     |                 |
| 副委員長 対外関係担当                   | クリストファー・ソームズ           | イギリス       | Conservative    |
| 地域政策担当                            | ジョージ・トムソン                 | イギリス       | Labour          |
| 産業、技術担当                          | アルティエロ・スピネッリ           | イタリア       |                 |
| 副委員長 議会、環境、運輸担当           | カルロ・スカラーシャ＝ムニョッツァ | イタリア       |                 |

### 委員の政治傾向
上記表中を色で分けているのは各委員の政治傾向を示す。それぞれ以下の通りである。
| 政治傾向     | 委員の数 |
| ------------ | -------- |
| 右派・保守   | 4        |
| リベラル     | 1        |
| 左翼・革新   | 6        |
| 不明・無所属 | 3        |